# Bear Creek No. 6 Township
Bear Creek No. 6 Township est l'un des quinze townships du comté de Searcy, en Arkansas, aux États-Unis,.

### Source de la traduction
- (en) Cet article est partiellement ou en totalité issu de l’article de Wikipédia en anglais intitulé « Bear Creek No. 6 Township, Searcy County, Arkansas » (voir la liste des auteurs).